# Adenska kultura
Adenska kultura (1000-200 pr. n. št.) je bila kamenodobna indijanska  kultura na vzhodu Severne Amerike, v porečju reke Ohio in v bližini Velikih jezer. Ta kultura je spadala v Zgodnje gozdno obdobje in je obenem najzgodnejša iz serije kultur Graditeljev gomil. Po osmih stoletjih obstoja so jo preplavili nosilci Hopewellske kulture. Kultura je dokončno zamrla okrog 100 pr. n. št., na začetku Srednjega gozdnega obdobja. 
Adeni so znani po tem, da so uživali posebno vrsto tobaka, ki je imela skoraj halucinogene učinke, in da so začeli graditi masivne pogrebne gomile in nasipe v oblikah znamenj in podob, v katere so poleg umrlega polagali bogate grobne dodatke .  Prve grobne gomile so Adenci pričeli graditi okrog 500 pr. n. št.. Bile so različnih oblik in so imele tudi po 100 metrov premera; najbolj znana je grobna gomila Serpent Mound iz južnega Ohia, katere podobo je podobno kot pri spomenikih kulture Nazca moč videti le iz zraka, gomila Grave Creek Mound v zahodni Virginiji pa je dosegla višino 20 metrov . Skeletni gomilni pokop so imeli le aristokrati,  navadne ljudi pa so kremirali . Prav razlika v pokopu aristokratov in običajnih ljudi, sposobnost organiziranja javnih del za gradnjo gomil in bogati grobni dodatki kažejo, da se je v Adenski kulturi že pojavila večja socialna razslojenost. Pri Adencih je vsaka vas že imela svoje obrtnike. Ob širjenju skromnega motičnega poljedelstva, utemeljenega predvsem na pridelovanju melon in buč,  je lov še naprej ostajal poglavitna gospodarska dejavnost. Adenska kultura je prva znana kultura Gozdnega obdobja, ki je razvila trgovino na daljavo in ta je potekala od Velikih jezer vse do Mehiškega zaliva .
Ostanki Adenske kulture ne omogočajo zanesljivega sklepanja o njeni etnični naravi. V preteklosti postavljena hipoteza o irokeškem izvoru te kulture je bila zavrnjena, ko se je pokazalo, da je imela Adenska kultura kulturne elemente, ki so Irokezom tuji, in da so se slednji oblikovali dalje na vzhodu . Ker Irokezi in Siouxi pripadajo Makro-Sioux jezikovni družini , in ker so Siouxi nekoč bivali v Apalačih , je možno, da so bili nosilci te kulture, ki se je nahajala v neposredni bližini prednikov Irokezov, eni od prednikov Siouxev, vendar tega ne moremo potrditi. 